# Metacerithiidae
Metacerithiidae zijn een uitgestorven familie van weekdieren uit de klasse van de Gastropoda (slakken).

## Taxonomie
De volgende geslachten zijn bij de familie ingedeeld:
- † Diatrypesis Tomlin, 1929
  - =  † Terebrella Andreae, 1887
  - =  † Trypetes Tomlin, 1929
- † Metacerithium Cossmann, 1906
- † Nerineopsis Cossmann, 1906